# Siddiq Barmak
Siddiq Barmak (en persa: صدیق برمک) es un director de cine y productor afgano. Su película Osama ganó en 2004 el premio Globo de Oro a la mejor película de habla no inglesa.

## Filmografía

### Como director
- Divar (1984)
- Circle (1985)
- Bigana (1987)
- Osama (2003)
- Opium War (2008)

### Como productor ejecutivo
- Kurbani (2004)
- Neighbor (2009)

### Como productor
- Apple from Paradise (2008)

### Como coproductor
- Earth and Ashes (2004)

## Premios y distinciones
Festival Internacional de Cine de Cannes
| Año  | Categoría                      | Película | Resultado |
| ---- | ------------------------------ | -------- | --------- |
| 2003 | Caméra d'Or - Mención especial | Osama    | Ganador   |

- Globo de Oro a la mejor película de habla no inglesa por Osama en 2003.